# Poul Malmkjær
Poul Malmkjær (født 25. september 1934 i Vordingborg) er en dansk forfatter og filmhistoriker.
Malmkjær er autodidakt inden for filmvidenskaben, og hans karriere her begyndte, da han blev assistent i arkivet på Det Danske Filmmuseum. Senere blev han redaktør på tidsskriftet Kosmorama. Han var i en længere periode fra 1960'erne ansat i DR, hvor han havde ansvaret for kanalens filmrepertoire, og han var blandt andet vært for programmet Natkassen, der præsenterede film af mere eksperimenterende karakter. Senere blev han leder af redaktionen for TV-Drama. Hans karriere i DR sluttede i 1996.
Derudover har Poul Malmkjær skrevet en række bøger, heriblandt en biografi om skuespilleren Asta Nielsen. Han har haft biroller i filmene Kære Irene (1971) og Blind makker (1976).